# Diodora alta
Diodora alta är en snäckart som först beskrevs av C. B. Adams 1852.  Diodora alta ingår i släktet Diodora och familjen nyckelhålssnäckor. Inga underarter finns listade i Catalogue of Life.